# Henry Hudson (film)
Henry Hudson è un cortometraggio muto del 1908 diretto da Sidney Olcott.
Henry Hudson (1570–1611) è stato un esploratore inglese.

## Produzione
Il film fu prodotto dalla Kalem Company.

## Distribuzione
Distribuito dalla Kalem Company, il film - un cortometraggio di 235 metri - uscì nelle sale cinematografiche USA il 7 marzo 1908.